# دیدان علیا
دیدان علیا، روستایی است از توابع بخش مرکزی شهرستان ارومیه استان آذربایجان غربی ایران.

## جمعیت
این روستا در دهستان باراندوز قرار داشته و بر اساس سرشماری سال ۱۳۸۵ جمعیّت آن ۱۹۸ نفر (۴۸ خانوار)
بوده‌است.